# شدت صدا

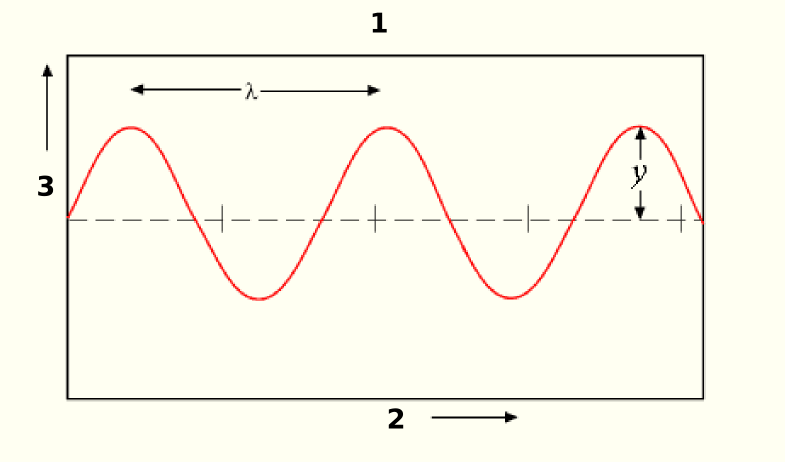
شدت صدا

شدت صدا یا شدت صوت که با نام شدت آکوستیکی نیز شناخته می‌شود،انرژی حمل شده توسط امواج صوتی بر واحد سطح تعریف می‌شود.یکای آن در دستگاه بین‌المللی یکاها وات بر متر مربع (W/m2) است. یک کاربرد اصلی آن، اندازه میزان نویز در هوا برای گوش یک شنونده است.

## تعریف ریاضی
شدت صدا، با نماد I، اینگونه تعریف می‌شود
{\displaystyle \mathbf {I} =p\mathbf {v} }
که در آن
- p فشار صدا
- v سرعت ذرات است.

## قانون عکس مربعات
برای موج صدای کروی، شدت در جهت شعاعی به عنوان تابعی از فاصله r از مرکز کره محاسبه می‌شود:
{\displaystyle I(r)={\frac {P}{A(r)}}={\frac {P}{4\pi r^{2}}},}
که در آن
- P قدرت صدا;
- ‏ A(r) ‎ مساحت یک کره به شعاع r است.

در نتیجه شدت صدا با نسبت 1/r2 از مرکز کره کاهش می یابد:
{\displaystyle I(r)\propto {\frac {1}{r^{2}}}.}
این رابطه یک قانون عکس مربعات است.